# Pennsylvania State University
|  | Denne artikel er om det offentlige universitet i Pennsylvania. Se University of Pennsylvania for det private universitet i Philadelphia |
Pennsylvania State University, også kendt som Penn State eller PSU, er et offentligt universitet i Pennsylvania, USA, der modtager tilskud fra staten. Det blev grundlagt i 1855 under navnet Farmers' High School of Pennsylvania. og blev i 1863 det eneste land grant-universitet i staten. Penn State tilbyder bachelor-, kandidat-, professions- og efteruddannelse, både fysisk og online. Universitetet har flere campusser og faciliteter spredt ud over hele Pennsylvania.